# District de Hartberg-Fürstenfeld
Le district de Hartberg-Fürstenfeld (Bezirk Hartberg-Fürstenfeld en allemand) est une subdivision territoriale du Land de Styrie en Autriche créée le 1er janvier 2013 par la fusion des anciens districts de Hartberg et Fürstenfeld. Son chef-lieu est Hartberg.